# Alt-Württemberger
Vous lisez un « bon article » labellisé en 2019.
L′Alt-Württemberger (allemand : Alt-Württemberger, soit « vieux wurtemberg ») est une race de chevaux originaire du land de Bade-Wurtemberg, en Allemagne. Trouvant ses origines dès le XVIe siècle, il est issu du plus ancien haras d'Allemagne, celui de Marbach. L'Alt-Württemberger provient principalement de l'étalon fondateur Anglo-normand Faust. Son stud-book est créé en 1895, puis la race est fixée au début du siècle suivant. Jusqu'à la Seconde Guerre mondiale, ce cheval est affecté aux travaux agricoles. Il décline ensuite, faute d'utilisations. Un petit nombre de sujets sont sauvegardés grâce à la constitution d'une association en 1988.
L'Alt-Württemberger est un solide cheval de type cob et warmblood lourd, apte à la selle comme à la traction. En raison de ses très faibles effectifs, compris entre 50 et 60 individus dans les années 2010, il est considéré comme une race rare en danger critique d'extinction. La Gesellschaft zur Erhaltung alter und gefährdeter Haustierrassen l'a reconnu comme race allemande en danger de l'année 2018.

## Histoire
Son nom signifie « vieux wurtembourgeois » en français. En allemand, le nom « Altwürttemberger » est référencé par la FAO, avec pour traduction anglaise « Altwuertemberg ». La race, dont les origines remontent au XVIe siècle avec l'établissement d'un premier haras dans le Bade-Wurtemberg, provient de l'élevage privé du duc Eberhard V le Barbu, qui a pratiqué les croisements des juments locales avec ses étalons Arabe. En 1552, cet élevage est transféré au haras de Marbach, sous la direction de Christophe de Wurtemberg. Le cheptel est dispersé durant la guerre de Trente Ans, l'élevage ne reprenant de façon assidue qu'au début du XVIIIe siècle. Les croisements des juments autochtones se poursuivent avec des étalons Arabe, Barbe, Frison oriental, turcs, hongrois, caucasiens, et du Suffolk,. La première régulation de l'élevage remonte à 1687. Louis-Frédéric de Wurtemberg introduit des chevaux andalous et napolitains.
Les guerres napoléoniennes entraînent une perte des meilleurs sujets de la race au profit des Français. Le cheptel est croisé par la suite avec des Arabe, Pur-sang, Trakehner, et Anglo-normand. En 1866, le Rossparlament fixe l'objectif d'élevage dans le Bade-Wurtemberg, devant viser l'obtention de chevaux de travaux agricoles demi-sang. L'étalon Anglo-normand Faust, né en 1885 ou 1886 en Normandie, devient le fondateur de la race, fixée ensuite par des croisements consanguins. Ainsi, l'Alt-Württemberger est essentiellement issu d'un mélange entre les vieilles souches de chevaux du Bade-Württemberg et l'Anglo-normand.
Le stud-book est créé en 1895, à Stuttgart. Ce dernier est toujours actif. Au début du XXe siècle, la race est fixée et identifiable. Cheval robuste, le Alt-Württemberger est alors affecté aux travaux agricoles dans les fermes de sa région,. Jusque dans les années 1960, le berceau d'élevage se situe dans l’Oberland du Württemberg et le Hohenzollern, mais également les régions autour de Ludwigsburg, Leonberg, Herrenberg, Esslingen et Göppingen.
La race décline avec le motorisation des activités agricoles, et en raison de la popularité du cheval de sport, à partir des années 1950 et 1960,. En 1986, il ne reste plus que 21 sujets répertoriés dans le stud-book allemand. En février 1988, des sympathisants de la race se réunissent et créent in extremis la Erhaltung des Altwürttemberger Pferdes e.V., soit l'« Association pour la conservation du cheval Altwürttemberger »,. Cette dernière adopte une règle de préservation des animaux ayant au moins 50 % d'origine traçables depuis les vieilles lignées Württemberger, mais en raison du très faible nombre d'animaux restants et de l'obligation de faire pouliner des juments âgées de 20 ans pour préserver la race, cette règle est ensuite assouplie. En 1991, il ne reste que 23 femelles. Le Alt-Württemberger est reconnu internationalement comme race animale allemande en danger critique d'extinction dès 1993. Entre 1988 et 1994, le nombre de nouvelles naissances augmente régulièrement. Une chute d'effectifs se produit entre 1999 et 2000, le cheptel passant brutalement de 76 à 45 animaux. En 2013, en raison de sa grande proximité génétique avec l'Ostfriesen / Alt-Oldenburger et le Sang-chaud lourd de Saxe-Thuringe, l'Alt-Württemberger est inclus au groupe de races du warmblood lourd.

## Description

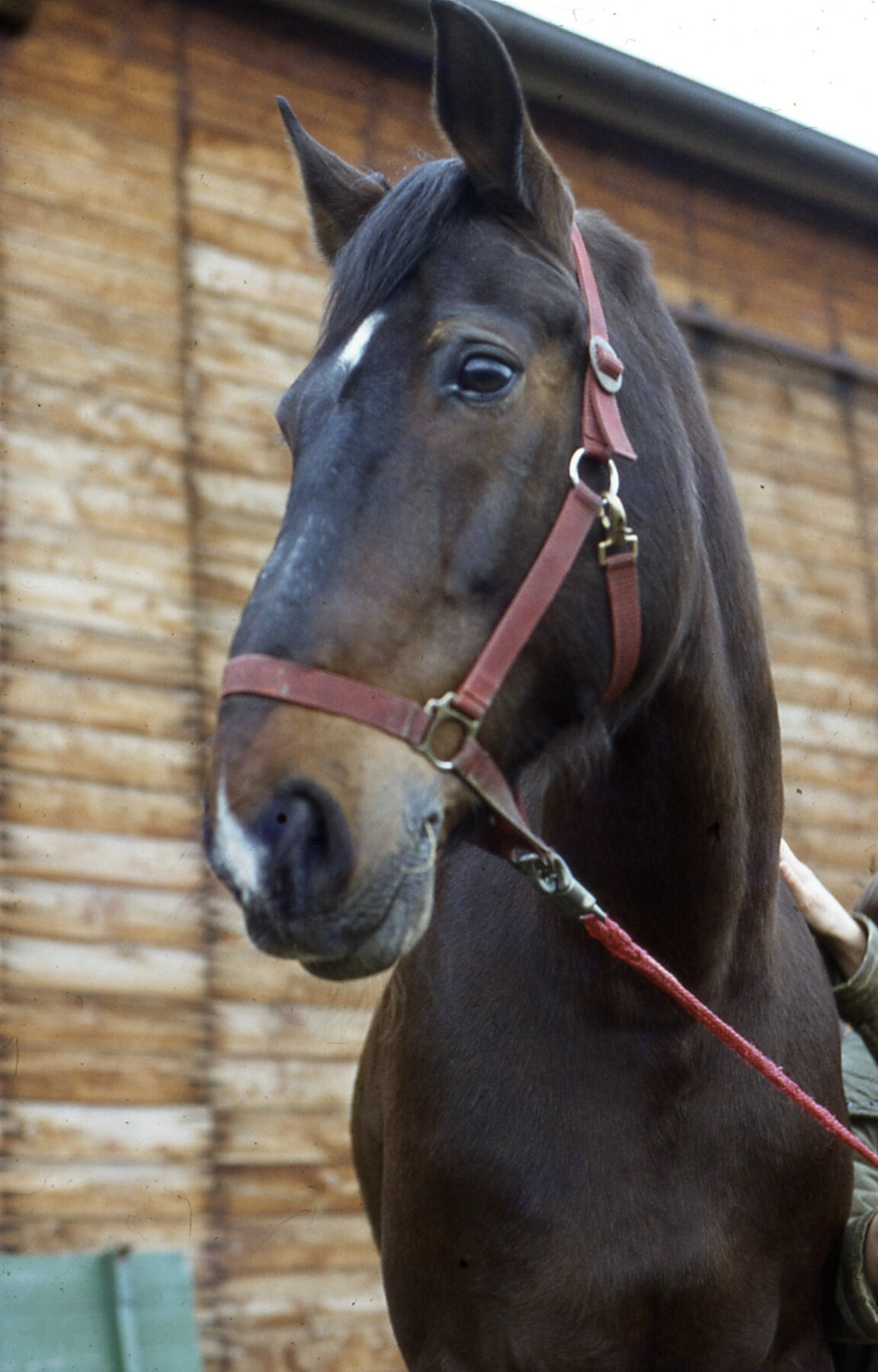
Tête d'un Alt-Württemberger bai foncé.

Il présente un type cob,,, étant rattaché à la catégorie dite du warmblood lourd, regroupant des races de chevaux demi-sang assez anciennes dont existent des modèles allégés et plus récents. De taille moyenne, d'après l'association allemande de la race et le guide Delachaux, il toise de 1,55 m à 1,65 m. La taille moyenne enregistrée pour les femelles dans la base de données DAD-IS est de 1,60 m. Les étalons doivent mesurer moins de 1,70 m. L'encyclopédie de Bonnie Lou Hendricks (université d'Oklahoma, 2007) indique une moyenne de 1,65 m.
La tête est sèche, moyennement lourde, avec un œil suffisamment expressif, de profil rectiligne avec une bonne largeur entre les deux yeux, de longueur moyenne, plutôt carrée, avec des oreilles droites. L'encolure est proportionnée, le garrot relevé, la ligne dorso-lombaire courte et solide. La croupe est légèrement oblique, la queue bien attachée, le thorax profond et large. L'épaule est longue, inclinée et musclée. Les membres sont résistants, avec une bonne musculature, un canon robuste, un sabot solide,.

### Robe
Les robes les plus communes sont le bai, le bai-brun, l'alezan, et le noir,. Le « blanc » est cité dans DAD-IS, mais plus vraisemblablement, il s'agit du gris, qui est admis chez la race. Les marques blanches sont possibles.

### Tempérament et allures
Réputé docile et tranquille, le Alt-Württemberger est apprécié pour sa puissance et sa résistance. Le pas est ample, le trot énergique.

### Sélection
La sélection est assurée par deux organismes, la Deutsche Reiterliche Vereinigung e.V. et la Pferdezuchtverband Baden-Württemberg e. V.. Dans les années 2010, la Erhaltung des Altwürttemberger Pferdes e.V. compte environ 110 membres actifs. Les animaux doivent toujours avoir au moins 30 % d'origines traçables aux vieilles lignées du Württemberger. Les descendants de l'étalon Faust sont les piliers de cet élevage de conservation. Par ailleurs, le haras de Marbach dispose de réserves de semence prélevées sur un étalon de la race.

## Utilisation

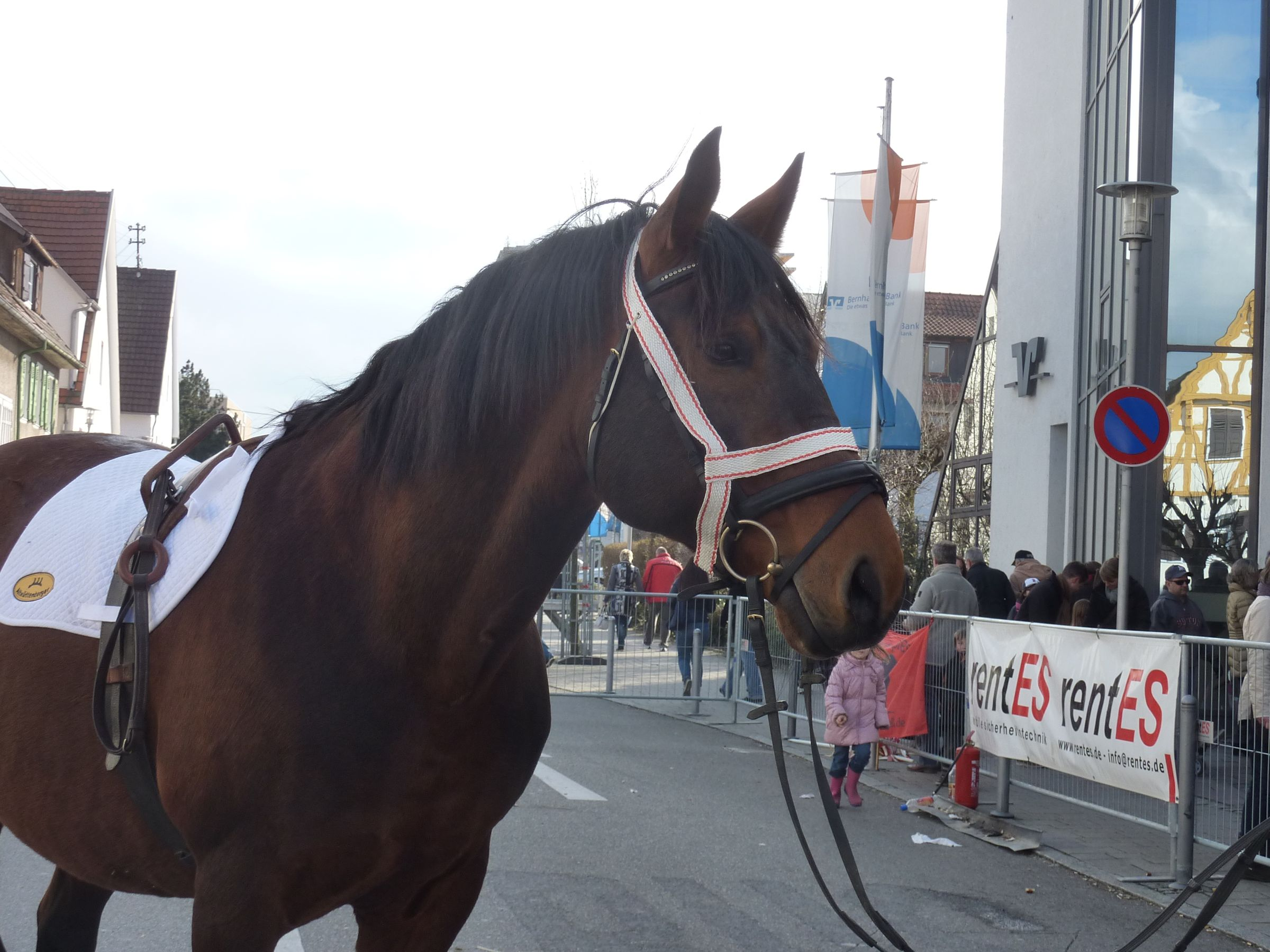
Alt-Württemberger sellé.

Jadis cheval de travaux agricoles multi-usages, cette race de chevaux germaniques est désormais appréciée pour la traction légère et comme carrossier, notamment à vocation agricole ou de loisir, et pour l'équitation plus sportive,. L'association de la race fait valoir une utilisation comme cheval de loisir et de famille, mais aussi d'équithérapie et de saut d'obstacles.

## Diffusion de l'élevage

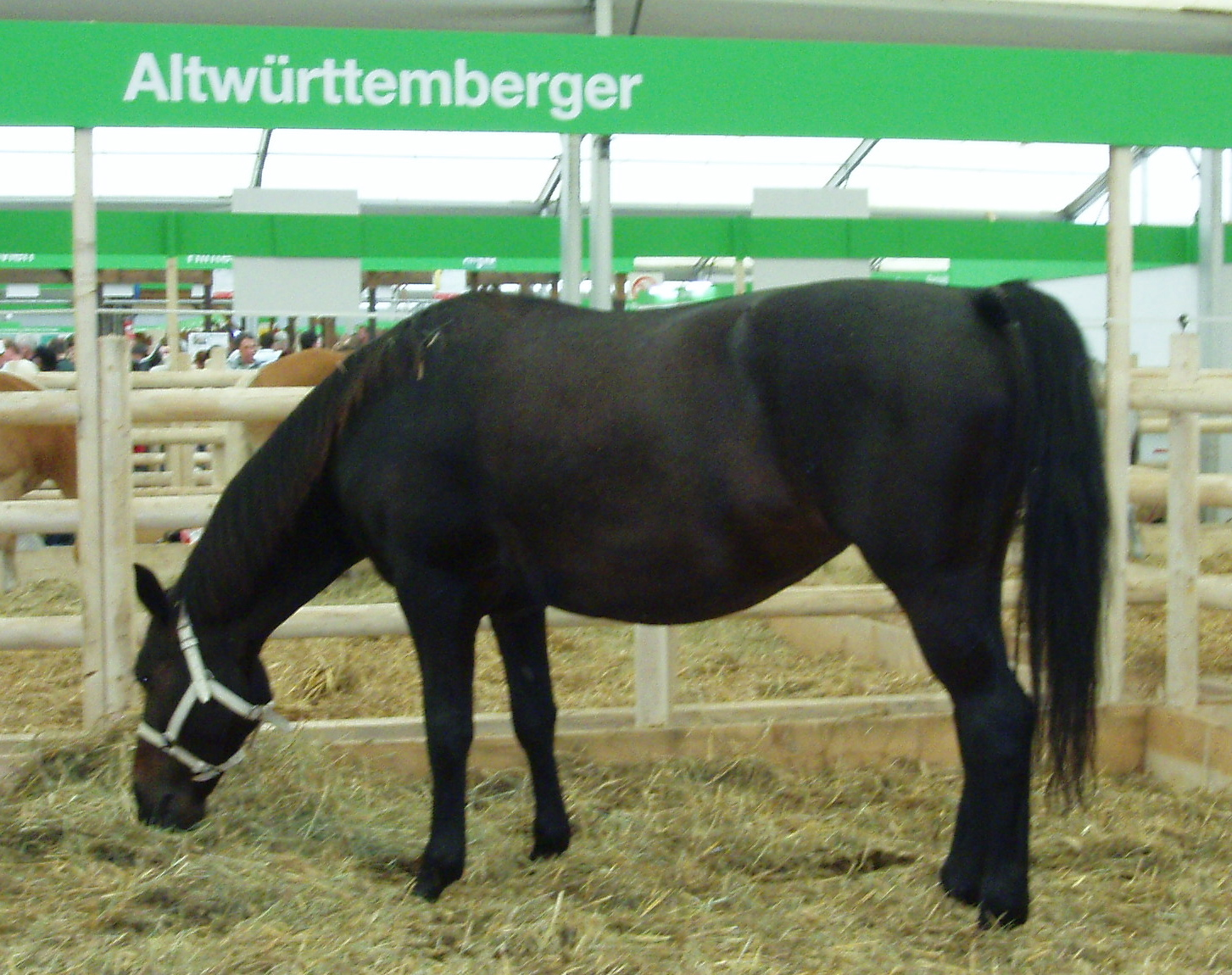
Un Alt-Württemberger bai-brun au salon Landwirtschaftliches Hauptfest de 2006.

DAD-IS signale le Alt-Württemberger comme une race locale allemande rare ; plus précisément, elle est indigène du Sud de ce pays. Son niveau de menace est considéré comme « en danger critique d'extinction » par la FAO, en 2007. Le « Altwurttemberg » est considéré par l'étude de l'université d'Uppsala menée pour la FAO (2010) comme une race européenne locale en danger critique d'extinction. L'effectif recensé dans DAD-IS en 2016 n'est que de 56 sujets. En 2013, 8 étalons étaient actifs, pour 50 juments. Seuls 4 poulains sont nés en 2014. La race est classée comme « extrêmement vulnérable » sur la Liste rouge de la Gesellschaft zur Erhaltung alter und gefährdeter Haustierrassen (Société pour la conservation des races domestiques anciennes et en danger). Cette dernière a nommé l'Alt-Württemberger race animale en danger de l'année 2018,. Pour cette occasion, la race a été présentée lors de la Semaine verte internationale à Berlin, du 19 au 28 janvier 2018.
Il est localement reconnu comme un patrimoine menacé propre à la région allemande du Bade-Wurtemberg. Une coopération étroite entre les éleveurs, l'association de race et le haras de Marbach vise à coordonner les efforts pour sauvegarder la race. Celle-ci est par ailleurs éligible aux aides financières accordées en Allemagne pour la préservation des races menacées (2015).